# Tri sata za ljubav (1968.)
Tri sata za ljubav, hrvatski dugometražni film iz 1968. godine.